# Olive Senior
Olive Marjorie Senior (* 23. Dezember 1943 in Trelawny Parish, Jamaika) ist eine jamaikanische Soziologin und Schriftstellerin.

## Leben
Senior wurde als siebtes von zehn Kindern in Trelawny Parish geboren. Nach dem Besuch der Montego Bay High School for Girls begann sie mit 19 als Journalistin bei der Zeitung Jamaica Gleaner in Kingston und arbeitete später für den Jamaica Information Service. Ein Stipendium ermöglichte ihr später ein Journalistikstudium in Cardiff und Ottawa. Während des Studiums begann sie mit dem Schreiben von Lyrik und Kurzgeschichten. Zurück in Jamaika arbeitete sie zunächst freiberuflich als Redenschreiberin und im PR-Bereich, bevor sie an der University of the West Indies von 1972 bis 1977 die Zeitschrift Social and Economic Studies herausgab. 1982 wurde sie Mitglied des Institute of Jamaica und Herausgeberin des Jamaica Journal. 1989, nach dem Hurrikan Gilbert, verließ sie Jamaica, lebte zunächst in Europa (in Portugal, den Niederlanden und Großbritannien) und ließ sich dann 1993 in Toronto nieder. Sie gibt Vorlesungen und leitet Schreib-Workshops an Hochschulen in verschiedenen Ländern.

## Werk
Außer einem Roman, zwei Kinderbüchern und einem von der CBC produzierten Hörspiel veröffentlichte Senior vor allem Lyrik und Kurzgeschichten. Ihre Gedicht wurden in zahlreiche Anthologien aufgenommen.
In ihren Geschichten thematisiert sie den Kreolisierungsprozess und die daraus entstandene Kultur, die Suche nach persönlicher und kultureller Identität der Karibikbewohner sowie Klassen-, Rassen- und Geschlechterkonflikte. Als Ausdruck dieser Konflikte sieht sie auch den Gegensatz zwischen englischer Hochsprache und der Volkssprache, dem jamaikanischen Patois. Einige Geschichten sind in dem bäuerlichen Milieu der 1940er und 1950er Jahre angesiedelt, das Senior aus ihrer Kindheit kennt.
Daneben gab sie soziologische Zeitschriften heraus und verfasste kulturanthropologische Sachbücher, beispielsweise eine Studie über die Lebenswege schwarzer Jamaikanerinnen. Werke von Olive Senior wurden ins Deutsche, Französische, Italienische, Niederländische, Portugiesische und Russische übersetzt.

## Werke
Lyrik
- Talking of Trees, Calabash, 1986.
- Gardening in the Tropics, McClelland & Stewart, 1994.
- Over the Roofs of the World, Insomniac Press, 2005
- Shell, Insomniac Press, 2007

Kurzprosa
- Summer Lightning and Other Stories, Longman, 1986. ISBN 978-0-582-78627-1
- Arrival of the Snake-Woman, Longman, 1989. ISBN 978-0-582-03170-8
- Olive Senior: Das Erscheinen der Schlangenfrau. Kurzgeschichten aus Jamaika. dipa-Verlag, Frankfurt / Main 1996, ISBN 3-7638-0354-8., deutsche Übersetzung von je 4 Kurzgeschichten aus den Bänden Summer Lightning and Other Stories und Arrival of the Snake-Woman, Übersetzung und Nachwort von Wolfgang Binder
- Discerner of Hearts, McClelland & Stewart, 1995. ISBN 978-0-7710-8054-8
- The Pain Tree, Cormorant, 2015. ISBN 978-1-77086-434-4

Roman
- Dancing Lessons, Cormorant Books, 2011. ISBN 978-1-77086-047-6

Kinderbücher
- Birthday Suit, Annick Press, 2012
- Anna Carries Water, Tradewind, 2013

Sachbücher
- The Message Is Change: A Perspective on the 1972 General Elections, Kingston Publishers, 1972.
- Pop Story Gi Mi (vier Hefte über das jamaikanische Erbe für Schulen), Ministry of Education (Kingston, Jamaica), 1973.
- A-Z of Jamaican Heritage, Heinemann and Gleaner Company Ltd, 1984.
- Working Miracles: Women's Lives in the English-Speaking Caribbean, Indiana University Press, 1991.
- Encyclopedia of Jamaican Heritage, Twin Guinep, 2004. (erweiterte Neuausgabe von A-Z of Jamaican Heritage)
- Dying To Better Themselves: West Indians and the Building of the Panama Canal, University of the West Indies Press, 2014. ISBN 978-976-640-457-4

## Preise (Auswahl)
- 1987: Commonwealth Writers’ Prize für Summer Lightning and Other Stories
- 1988: Silberne Musgrave Medal
- 1994–95: Dana Distinguished Professor of Creative Writing and International Education an der St. Lawrence University in Canton (New York)
- 1995: Francesco Giuseppe Bressani Literary Prize für Gardening in the Tropics
- 2003: Norman Washington Manley Foundation Award for Excellence (für die Erhaltung des kulturellen Erbes Jamaikas)
- 2004: Goldene Musgrave Medal
- 2011: Isabel Sissons Canadian Children’s Story Award
- 2015: OCM Bocas Prize for Caribbean Literature, Gewinnerin in der Kategorie Non-Fiction für Dying To Better Themselves: West Indians and the Building of the Panama Canal
- 2016: OCM Bocas Prize for Caribbean Literature, Gewinnerin in der Kategorie Fiction und Gesamtsiegerin für The Pain Tree
- 2019: Matt-Cohen-Preis (für das Lebenswerk)

## Quelle
- Jana Gohrisch: Senior, Olive. In: Autorinnen Lexikon. Hrsg. v. Ute Hechtfischer, Renate Hof, Inge Stephan und Flora Veit-Wild. Suhrkamp, Frankfurt/M. 2002, ISBN 3-518-39918-7, S. 488f.

| Personendaten    | Personendaten                               |
| ---------------- | ------------------------------------------- |
| NAME             | Senior, Olive                               |
| ALTERNATIVNAMEN  | Senior, Olive Marjorie (vollständiger Name) |
| KURZBESCHREIBUNG | jamaikanische Schriftstellerin              |
| GEBURTSDATUM     | 23. Dezember 1943                           |
| GEBURTSORT       | Trelawny Parish, Jamaika                    |